# Estacionamento

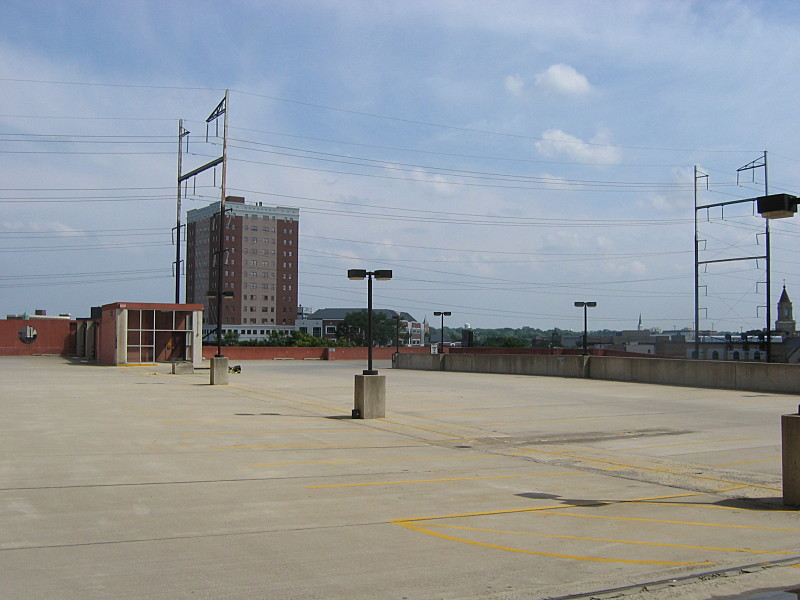
Estacionamento aberto

Estacionamento é a área determinada e destinada ao repouso de veículos automotores, de propulsão humana ou animal. Eles podem ser encontradas em hospitais, centros comerciais, estádios - ou quaisquer outra estrutura. O ramo de estacionamentos e garagens tem se mostrado uma área tentadora para investimentos, pois, com o crescimento da frota de veículos nas cidades, os roubos destes e outras ocorrências ligadas à segurança têm aumentado consideravelmente, e em contrapartida os espaços destinados para estacionamento em via pública se mostram cada vez menores e mais escassos.

## Tipos
Existem diversas classes e tipos de estacionamentos, tais como:

### Gratuitos
São as áreas nas ruas, avenidas, e demais vias urbanas em que se é permitido estacionar sem a necessidade de pagamento. 

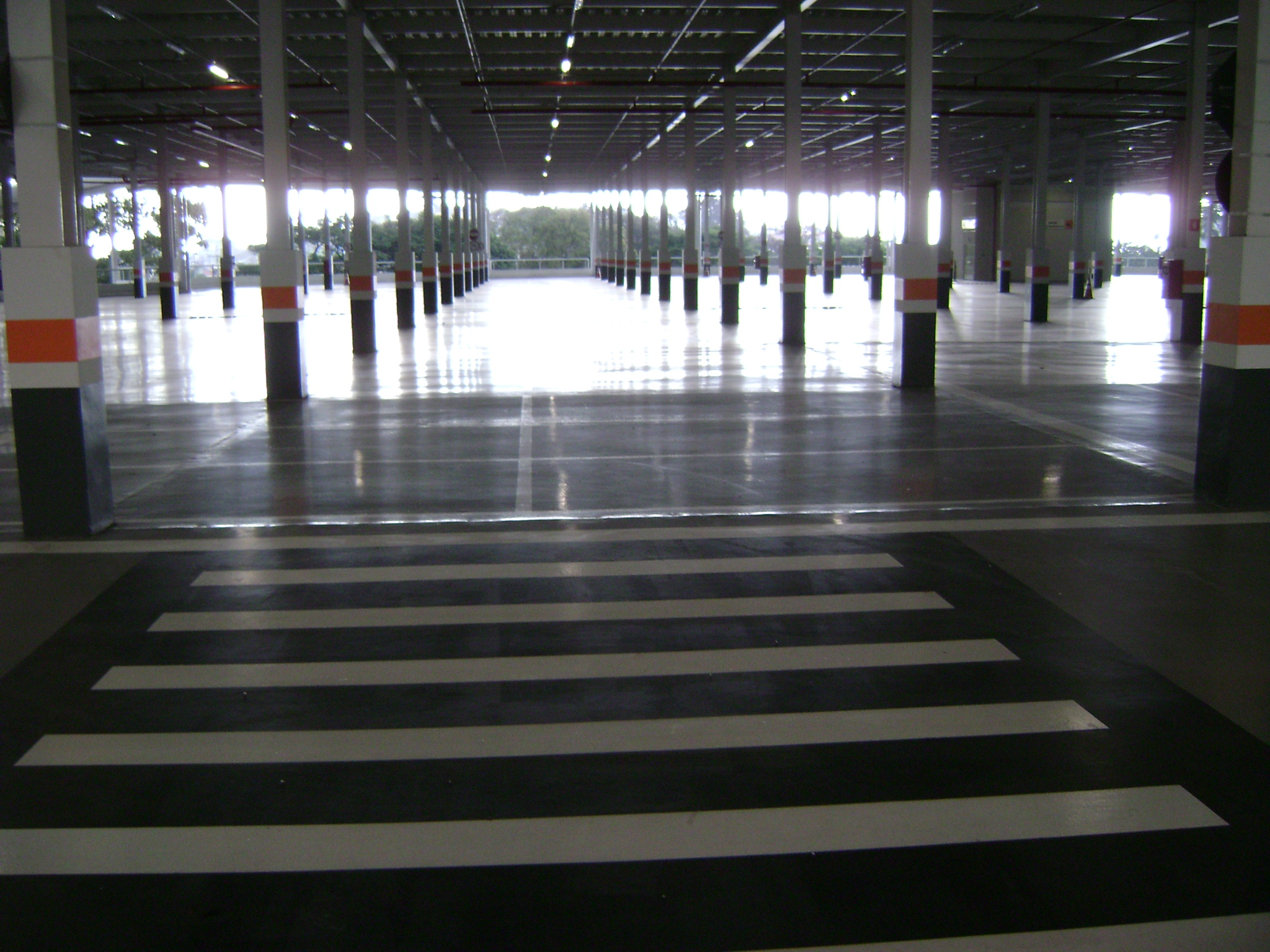
Estacionamento coberto de um shopping center.

### Pagos
Os estacionamentos podem ser tarifados, com a utilização de parquímetros ou cancelas, estas últimas usadas para liberar a saída do veículo somente mediante pagamento de taxa, conforme o tempo de permanência no local.

#### Zona Azul ou Área Azul
É uma modalidade de estacionamento tarifado, utilizado em grandes cidades brasileiras para incentivar a rotatividade de vagas. Regulamentado pelo Código de Trânsito Brasileiro e por leis municipais, na maioria das cidades funciona em algumas categorias, como: "uma hora", "duas horas", "três horas" e "carga e descarga". Limitando o tempo de estacionamento, é possível estimular a rotatividade de veículos. Para estacionar nas áreas de Zona Azul é preciso comprar um ticket, seja ele físico ou digital. A venda de tickets físicos é feita nos pontos de venda credenciados pelo órgão de trânsito de sua cidade. A venda de tickets digitais, ou conhecidos como CAD (Cartão Digital) é feita através de aplicativos; porém, nem todas as cidades possuem este tipo de venda eletrônica.

#### Estacionamentos particulares
São negócios locais em que o motorista pode pagar para guardar seu veículo por um determinado tempo. Estes estacionamentos, em geral, são (ou devem ser) empresas legalmente constituídas, que façam o correto repasse de impostos através da emissão de Nota Fiscal através do sistema de RPS Eletrônico ou SAT-ISS, e que  devem dar total seguro ao veículo lá estacionado, incluindo os itens deixados no interior do mesmo, conforme a súmula 130 do Superior Tribunal de Justiça (para o Brasil).
Configuram-se também como estacionamentos particulares, e portanto aderidos às regras supracitadas, os estacionamentos disponíveis em shoppings e centros comerciais e outros locais, mesmo quando não tarifados.

## Automação
Em 2015, foi implantado, no Brasil, o primeiro estacionamento 100% robotizado.

## Vagas para deficientes físicos e idosos
Em alguns países, os donos dos estabelecimentos são obrigados por lei a reservar uma porcentagem de vagas para motoristas que apresentam deficiências físicas, além de um percentual de vagas destinadas a condutores idosos, mediante apresentação de credencial no para-brisa do carro para esse fim.